# Little Jimmy Dickens
Little Jimmy Dickens, vlastním jménem James Cecil Dickens (19. prosince 1920 – 2. ledna 2015) byl americký zpěvák a kytarista hrající country hudbu. Hudbě se začal věnovat ve druhé polovině třicátých let a roku 1948 se stal členem Grand Ole Opry; téhož roku podepsal nahrávací smlouvu se společností Columbia Records. Později vydal řadu singlů a alb pro vydavatelství Columbia a na konci šedesátých let přešel k Decca Records. Roku 1983 byl uveden do Country Music Hall of Fame. Zemřel v lednu roku 2015 ve věku 94 let.